# Estadio de Lahti
El estadio de Lahti (en finés: Lahden stadion) es un estadio multiusos ubicado en Lahti, Finlandia. Fue inaugurado en 1981 y tiene una capacidad para 14 500 espectadores, siendo el estadio en el que disputa sus partidos el FC Lahti. En invierno se utiliza para esquí de fondo y biatlón, y en verano para partidos de fútbol.

## Galería

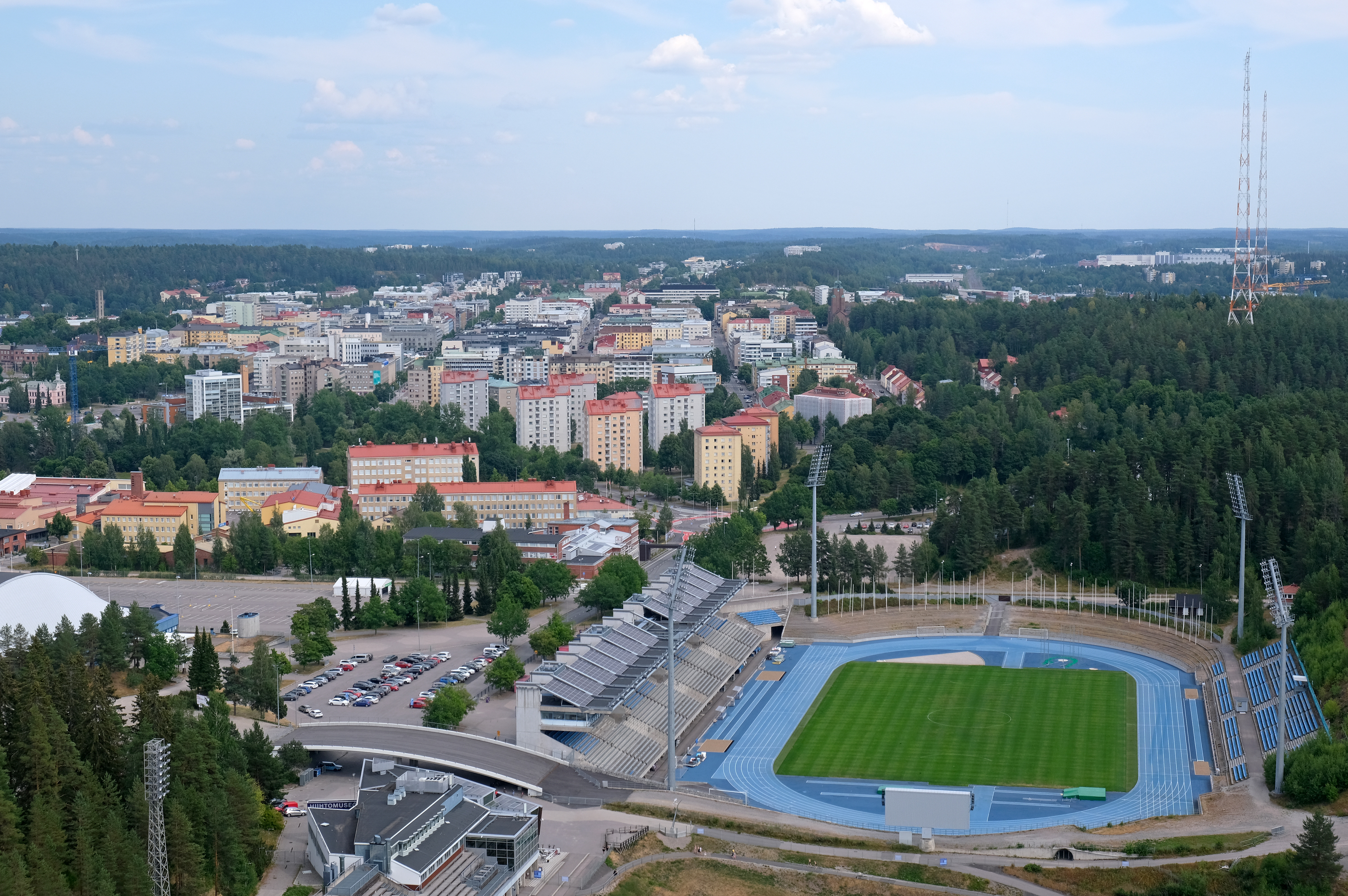
Vista aérea
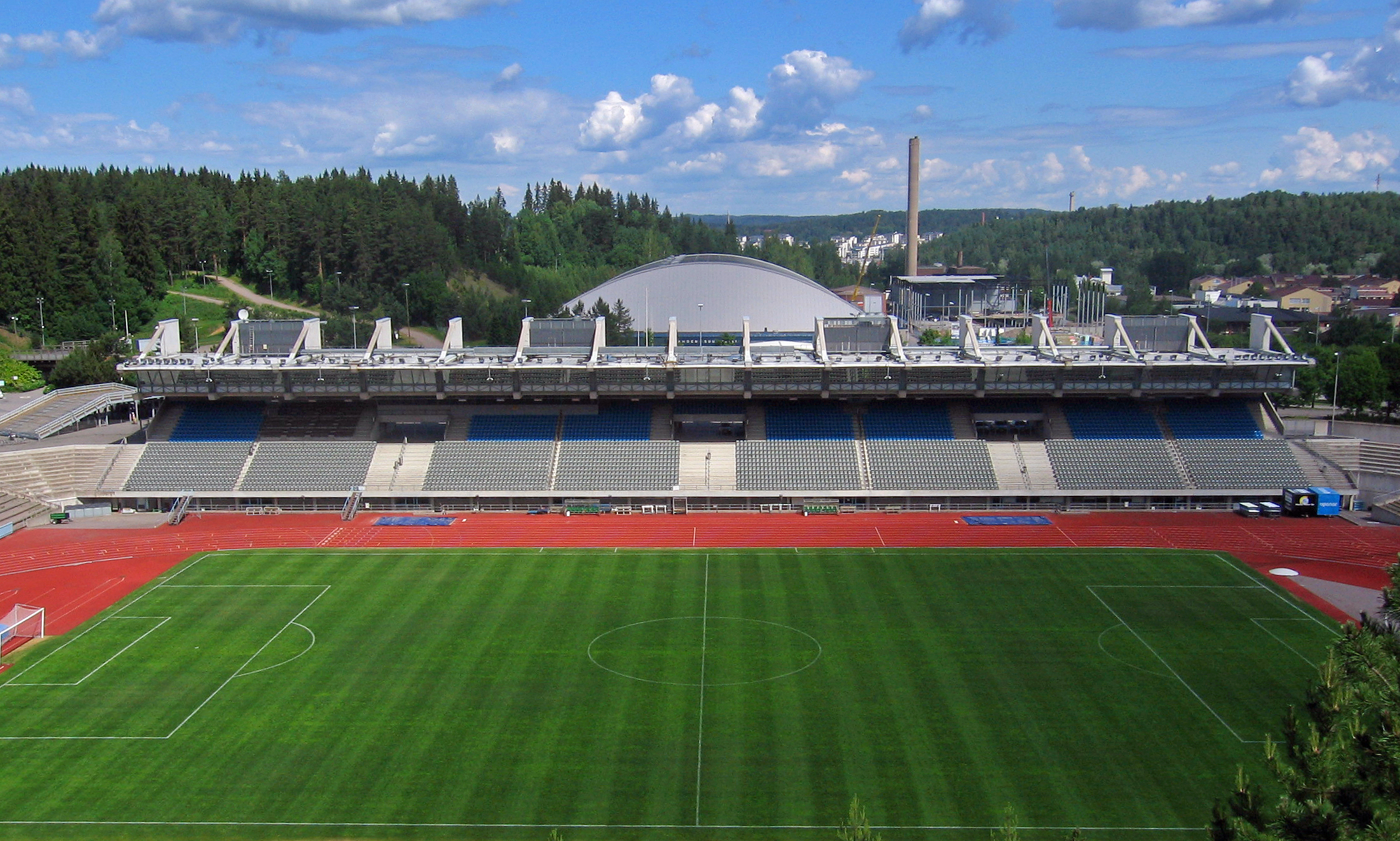
Estadio de fútbol
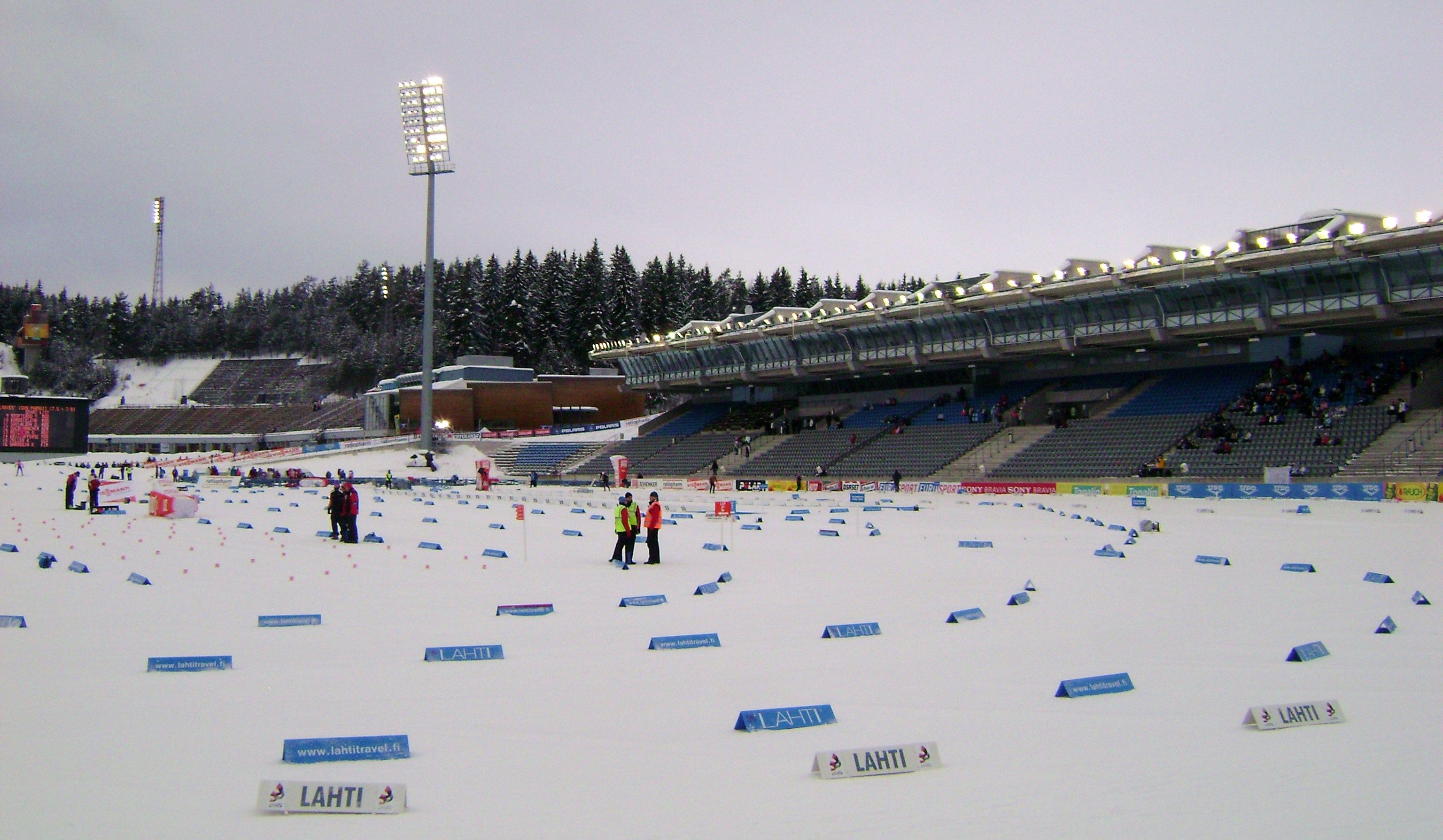
Estadio en marzo durante los Salpausselkä Games
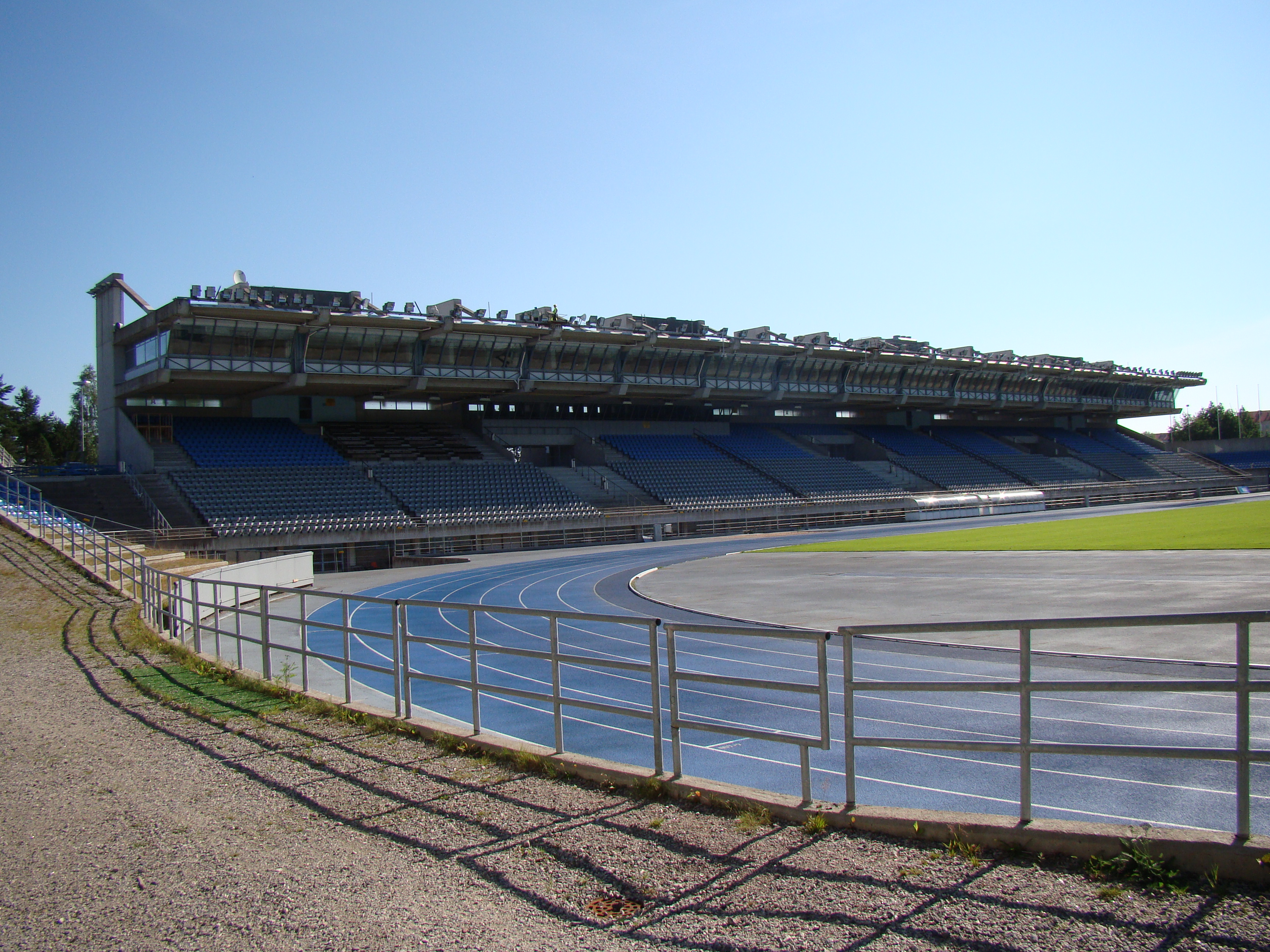
tribuna